# Xplora
Xplora fou un canal de televisió del grup Atresmedia laSexta. Va començar les seves emissions oficials l'1 de maig de 2012 en substitució de laSexta2. La seva oferta estava basada en documentals. Finalitzà les seves emissions per TDT el 2013.

## Història
El 4 de febrer de 2012, José Miguel Contreras (conseller delegat de laSexta) va revelar, fent ús de la popular xarxa social Twitter, un nou canal en substitució de laSexta2, amb un nom i un model de graella diferents a llavors. Tot i això, Contreras no va revelar ni les dates de començament ni el caràcter del projecte que s'estava preparant. No obstant això, ja hi havia una forma definida per al canal.
Després d'especulacions sobre com seria el canal a causa del missatge del conseller delegat, aquest va dir el 6 de març que estaven veient la seva línia gràfica, que tot anava bé i que en pocs dies podrien anunciar un projecte "Molt Sexta". Més tard, el dia 27, va anunciar que el canal arribaria després de Setmana Santa.
El 12 de març va ser el dia en què es va revelar que laSexta2 es transformaria en un canal de documentals. Així, el canal emprendria una nova etapa dedicat íntegrament al gènere de la realitat factual o no ficció, tenint a Discovery Max com a principal competidor.
Més tard, l'11 d'abril de 2012, es va anunciar la nova marca del canal, donant lloc al cessament d'emissions de laSexta2 en qüestió de setmanes. Així va néixer Xplora, un canal dedicat les 24 hores als documentals.
El 23 d'abril de 2012 va ser el dia en què va aparèixer la data d'inici d'emissions del canal a través d'un banner en laSexta2, però no va ser fins l'endemà quan es va confirmar que no començarien fins a l'1 de maig. A més, des del primer moment, Xplora ofereix tota la seva programació en directe a través d'internet.
A més d'això, s'ha de destacar que, abans de decantar-se per transformar laSexta2 en un canal de documentals, el grup va estudiar també la possibilitat de convertir-la en un canal infantil, recuperant la marca Megatrix. No obstant això, aquesta opció va ser descartada al considerar que ja existien massa cadenes adreçades als infants o joves en l'actualitat, com Disney Channel, Clan i Boing, la qual cosa comportaria més dificultat per trobar un lloc rendible.
El 18 de desembre de 2013 el Tribunal Suprem va dictar una ordre de cessament de les emissions del canal per considerar nul·la la concessió de canals que el govern espanyol va fer el 2010 per no respectar la Llei general Audiovisual.

## Programació
Xplora és un canal dedicat en exclusiva al documental en tots els seus gèneres: cultures, el nostre món, tecnociència, natura, història ... amb produccions de cinema documental i documentals de telerealitat. Per a això, la cadena compta amb títols d'especialistes en documentals com BBC, National Geographic, History Channel, HBO, Zodiak, Fremantle, Cineflix o Rive Gauche, que són alguns dels proveïdors de Xplora.
Quant a la distribució de la programació, Xplora ofereix documentals clàssics i moderns durant el dia i el prime time està dedicat a diferents temàtiques cada dia de la setmana.

## Audiències
| Any  | Gener | Febrer | Març | Abril | Maig   | Juny | Juliol | Agost | Setembre | Octubre | Novembre | Desembre | Mitjana anual |
| ---- | ----- | ------ | ---- | ----- | ------ | ---- | ------ | ----- | -------- | ------- | -------- | -------- | ------------- |
| 2012 | -     | -      | -    | -     | 1,1%** | 1,1% | 1,5%   | 1,4%  | 1,2%     | 1,3%    | 1,6%     | 1,6%     | 1,3%          |
| 2013 | 1,5%  | 1,5%   | 1,6% | 1,6%  | 1,7%   | 1,8% | 1,9%   | 2,3%* | 1,7%     | 1,6%    | 1,6%     | 1,6%     | 1,7%          |
| 2014 | 1,7%  | 1,6%   | 1,5% | 1,7%  | 0,3%   | -    | -      | -     | -        | -       | -        | -        | 0,6%          |

* Màxim històric.
** Mínim històric.